# Крупская, Дина Валерьевна
Дина Валерьевна Крупская (род. 3 ноября 1966, в г. Москва) — российская поэтесса, переводчица. Работала выпускающим редактором детского литературного журнала «Кукумбер» и была одним из авторов идеи его создания (вместе с Виктором Меньшовым). Лауреат Премии им. Корнея Чуковского, премии журнала «Кольцо А», лауреат поэтического конкурса «Озарение».

## Биография
Родилась в 1966 году.
Училась в Московском институте химического машиностроения (МИХМ). После третьего курса уехала с мужем в деревню в Псковской области работать заготовителем дикорастущих плодов и ягод. В 1994 году вернулась в Москву, где окончила Литературный институт имени А. М. Горького (отделение поэзии). Потом уехала на Кубань, где переводила книгу Фэнни Флэгг «Жареные зелёные помидоры в кафе „Полустанок“» и английские стихи из «Антологии поэзии абсурда». По возвращении работала редактором в журналах «Наша школа», «Ларец Клио», «Разноцветные дороги» (ныне «Путевой журнал») и «Кукумбер» (с 2000 по 2012 год). Переводила фильмы для Московского кинофестиваля и для студии «Марафон» (запись фильмов на DVD). В 2006 году получила второе высшее образование в Национальном институте здоровья человека по специальности «Традиционные восточные системы оздоровления».
В 2010 году стала лауреатом Премии им. Корнея Чуковского в номинации «За плодотворную деятельность, стимулирующую интерес детей к чтению, к отечественной детской литературе».
Член Союза писателей Москвы. Владеет английским и китайским языками.

## Публикации книг и переводов
1. Барбара Тэйлор Маккаферти «Домашние жучки» — Москва, «Фантом-пресс», 1999;
2. Барбара Тейлор Маккаферти «Шуры-муры» — Москва, «Фантом-пресс», 1999;
3. Фэнни Флэгг «Жареные зелёные помидоры в кафе "Полустанок"» — Москва, «Текст», 2000, 2004, 2007, 2008, 2009. Изд. «Фантом-пресс», 2010;
4. Роберт Пен Уоррен, роман «Дебри» и рассказы — Москва, «БСГ-пресс», 2001;
5. Роберт Пен Уоррен, «Дебри» — изд. «ОЛМА-ПРЕСС», Москва, 2004; издательство «Астрель», 2010;
6. Роберт Пен Уоррен, рассказы, журнал «Иностранная литература» № 5, 2001;
7. Ханиф Курейши, «Будда из пригорода» — издательство «Иностранка», 2002;
8. Валери Виндзор «Лгунья» — СПб., «Амфора», 2004;
9. «Весёлый мамонт», книга переводных стихов — Москва, ОАО «Московские учебники», 2005[3];
10. Стихи на CD-ROM в сборнике под названием «Современная русская поэзия», 6500 произведений — 2006;
11. Амброз Бирс, «Словарь циника» — Москва, «Спецкнига», 2007;
12. Дина Крупская, «Яблоко в кармане» (стихи) — Москва, «Время», 2008[4];
13. Энн Файн «Дневник кота-убийцы», «Возвращение кота-убийцы» — Москва, «Самокат», 2010;
14. Стихи к сказкам Беатрис Поттер «Кролик Питер и его друзья» — Москва, «Росмэн», 2009; «Большая книга кролика Питера», 2010; «Котёнок Том и его друзья», 2011;
15. Фэнни Флэгг «Дейзи Фей и чудеса» — Москва, «Фантом-пресс», 2009;
16. Фэнни Флэгг «Добро пожаловать в мир, Малышка!» — Москва, «Фантом-пресс», 2010;
17. Фэнни Флэгг «Я все ещё мечтаю о тебе…» — Москва, «Фантом-пресс», 2011;
18. Лаура Нумерофф «Если дать мышонку печенье» — Москва, «Розовый жираф», 2012;
19. Роальд Даль «Огромный крокодил» — Москва, «Самокат», 2012;
20. Энн Файн. «Кот-убийца и Рождество» — Москва, «Самокат», 2013;
21. Джуди Блум «Питер обыкновенный» и «Шейла Великая» — Москва, «Розовый жираф», 2013;
22. Нил Гейман «Одд и Ледяные Великаны» — Москва, «АСТ», 2013[5];
23. Фэнни Флэгг «Под радугой» — Москва, «Фантом-пресс», 2014;
24. Дина Крупская «МРНЫ» — Москва, «Аквилегия», 2014;
25. Дина Крупская «Лестница в небо, или Китайская медицина по-русски» — Москва, «Ганга», 2015;
26. Джуди Блум «Суперфадж» — Москва, «Розовый жираф», 2015;
27. Энн Файн «Кот-убийца влюбляется», «Кот-убийца сбегает из дому» — Москва, «Самокат», 2016;
28. Джеймс Хэрриот. Детям. Рассказы о животных — Москва, «Азбука», 2016;
29. Эбби Ханлон «Дори-фантазерка: Знакомьтесь, Дори»; «Дори-фантазерка: Настоящие друзья» — Москва, «Махаон», 2017;
30. Луи де Берньер. «Синий пес», «Рыжий пес» — Москва, «Азбука» 2017.

Переводные стихи из собрания сказок Беатрис Поттер увидели свет в книге «Сказки Кролика Питера» (изд. «Семья и школа», 1994) и были использованы в одноимённом мультсериале на ОРТ в 1996 году. Также вошли в книги Беатрис Поттер, изданные «РОСМЭН-ПРЕСС», 2009.
Отдельные стихи и поэтические переводы вышли в сборниках:
- Антология «Английская детская поэзия», изд. «Терра»;
- «Книга Рождества», изд. «Премьера»;
- «Спокойной ночи», изд. «Развитие»;
- «Развивающие занятия с детьми 3-4 лет», изд. «ОЛМА Медиа Групп»;
- «Большая книга чепухи» Эдварда Лира — издательство Ивана Лимбаха.

Публикации в газетах и журналах: «Арион», «Труд», «Неделя», «Сударушка», «Поле чудес», «Крокодил», «Юность», «Семья и школа», «Пионерская правда», «Бибигон», «Улица Сезам», «Семья», «Пампасы», «Кольцо А», «Кукумбер», «Наша школа», «Разноцветные дороги», «Туризм и отдых».
Написала пять песен к спектаклю театра им. Ермоловой «Пеппи Длинный чулок» (2007).